# Лопта (геометријско тело)
Лопта је геометријско тело ограничено сфером. Може се дефинисати као скуп тачака које се од задате тачке O налазе на удаљености мањој или једнакој од задате дужине r. Притом се тачка O назива центром а r полупречником лопте.

### Дефиниције
Лоптин исечак је геометријско тело, добијено обртањем кружног исечка око дијаметра (пречника) који нема унутрашњих тачака са луком кружног исечка.
Разликују се Лоптин исечак прве и друге врсте. 
Ако је полупречник кружног исечка смештен на оси обртања, тј. на дијаметру AK (на слици доле), тада се тако добијени лоптин исечак BOB' назива лоптин исечак прве врсте.
Ако дијаметар PL не сече лук AB кружног исечка AOB, тада се добијени лоптин исечак ABOB'A' назива лоптин исечак друге врсте (слика доле).
Површ основе Л. и. прве врсте је сегментирана, а код Л. и. друге врсте је лоптин појас. Лоптин појас прве врсте је испупчена (конвексна) фигура. Лоптин појас друге врсте је удубљена (конкавна) фигура. Лоптин појас је део лоптине (сферне) површи између две пресечене паралелне равни. 
- Лоптин појас другачије се назива зоном.
- Лоптин појас представља бочну површ лоптиног слоја.

Лоптин сегмент је део лопте између две пресечне равни и једне од две њене сферне површи (в. такође сегмент). Лоптин слој је део лопте између пресечених паралелних равни.
Лоптине функције су хомогени хармонијски полиноми n-тог степена:
{\displaystyle U_{n}=\sum _{p+q+r}a_{p,q,r}x^{p}y^{q}z^{r}}
Укупан број линеарно независних хомогених хармонијских полинома n-тог степена, који су лоптине функције, једнак је 2n+1. У случају сферних координата {\displaystyle (r,v,\phi )} лоптине функције изражавају се преко сферних функција {\displaystyle y_{n}(v,\phi )} по формули 
{\displaystyle U_{n}=r^{n}y_{n}(v,\phi )}.
Свакој лоптиној функцији {\displaystyle U_{n}} степена n одговара лоптина функција {\displaystyle r^{-2n-1}U_{n}} (n-1)-ог степена.
Лоптине функције су решења Лапласове једначине у задацима математичке физике за области ограничене сферним површинама.

## Особине
Сваки пресек лопте са равни јесте круг. Површина површи лопте (површина сфере) полупречника r одређује се формулом {\displaystyle S=4\pi r^{2}\,}. Запремина лопте је {\displaystyle V={\frac {4}{3}}\pi r^{3}}. 
Лопта са центром {\displaystyle O(a,b,c)\,} и полупречником r је геометријско место тачака {\displaystyle (x,y,z)\,} простора, чије координате задовољавају услов:
{\displaystyle 0\leq {\sqrt {(x-a)^{2}+(y-b)^{2}+(z-c)^{2}}}\leq r}.

### Остале особине
Сферна калота је део сфере који се налази са једне страни равни која сече сферу. Ако је R полупречник сфере и H висина одговарајуће калоте тада је површина калоте {\displaystyle P=2\cdot R\cdot \pi \cdot H}.
Лоптин одсечак је део лопте ограничен равни која сече лопту и одговарајућом калотом. Кад раван пролази кроз центар лопте добивају се две полулопте.
Ако је R полупречник лопте и H висина одговарајућег одсечка тада је запремина одсечка
{\displaystyle V={\frac {\pi \cdot H^{2}}{3}}\cdot (3R-H)}
Лоптин слој је део лопте ограничен двема паралелним равнима које секу лопту и одговарајућом зоном.
Ако су {\displaystyle r_{1}\,} и {\displaystyle r_{2}\,} полупречници основа и {\displaystyle h\,} висина лоптиног слоја тада је запремина лоптиног слоја
{\displaystyle V={\frac {\pi \cdot h}{6}}\cdot (3r_{1}^{2}+3r_{2}^{2}+h^{2})}
Ако је R полупречник лопте тада је њена запремина {\displaystyle V={\frac {4}{3}}R^{3}\cdot \pi }
Ако је R полупречник сфере тада је њена површина {\displaystyle P=4\cdot R^{2}\cdot \pi }